# Aert van Tricht

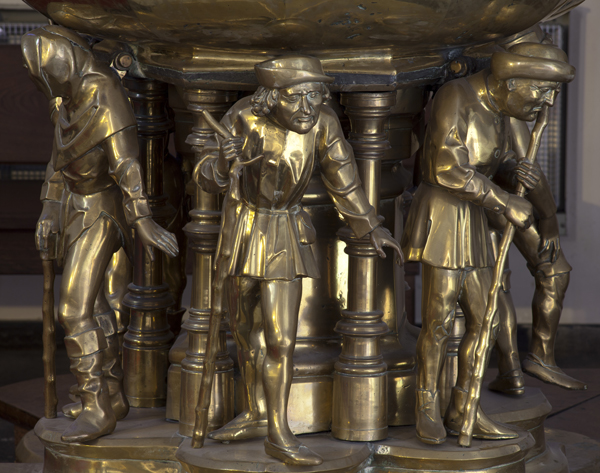
Detail doopvont Sint-Janskathedraal Den Bosch

Aert van Tricht (ook Jehan Aert van Tricht, of Aert van Tricht the Elder) was actief in de periode van circa 1492 tot 1501 en was werkzaam als geelgieter in Maastricht en andere plaatsen in de Zuidelijke Nederlanden. Wellicht is hij dezelfde die in 1521 in Antwerpen werkzaam was.

## Werken
De volgende werken worden aan hem toegeschreven:
- Koperen doopvont in de Sint-Janskathedraal in 's-Hertogenbosch, 1492
- Zevenarmige kandelaar voor de Oude Minderbroederskerk in Maastricht, 1492 (verdwenen eind 18e eeuw)
- Koperen hekwerk (gebaseerd op houten model van Alart du Hameel) voor de kapel van de Onze Lieve Vrouwebroederschap in de kathedraal van 's-Hertogenbosch, 1495-6
- Messing lezenaar in de vorm van een adelaar voor de Sint-Pieterskerk in Leuven (nu in The Cloisters, New York), ca. 1500
- Koorhek in de vorm van boogvormige kandelaars in de Dom van Xanten, 1501
- Messing doopvont (decoraties ontbreken) uit de Sint-Nicolaaskerk in Maastricht (nu in de Onze Lieve Vrouwebasiliek), ongedateerd
- Messing sacramentstoren in de Sint-Laurentiuskerk in Bocholt, toeschrijving, ongedateerd

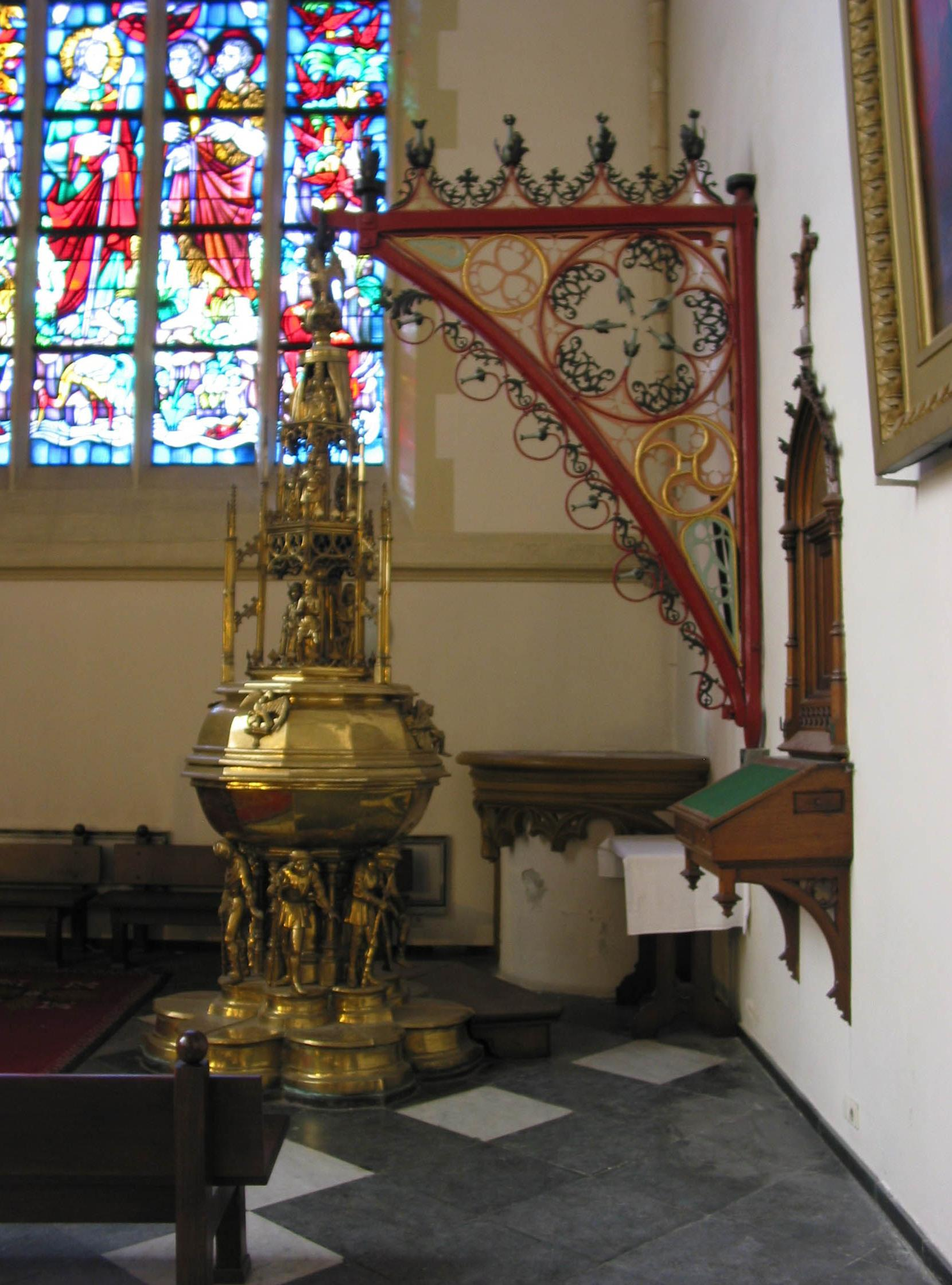
Doopvont kathedraal Den Bosch
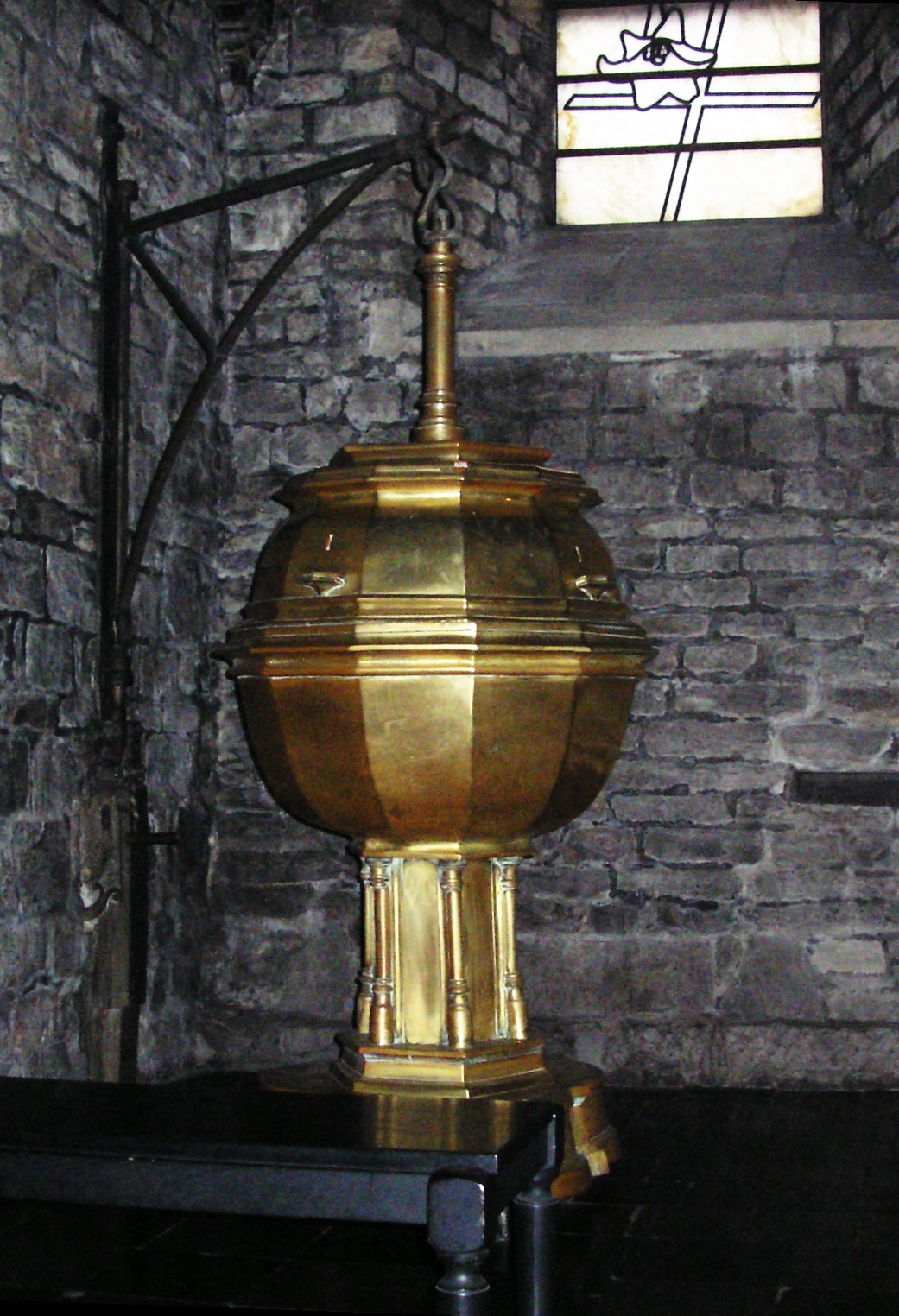
'Gestripte' doopvont, OL-Vrouwebasiliek, Maastricht
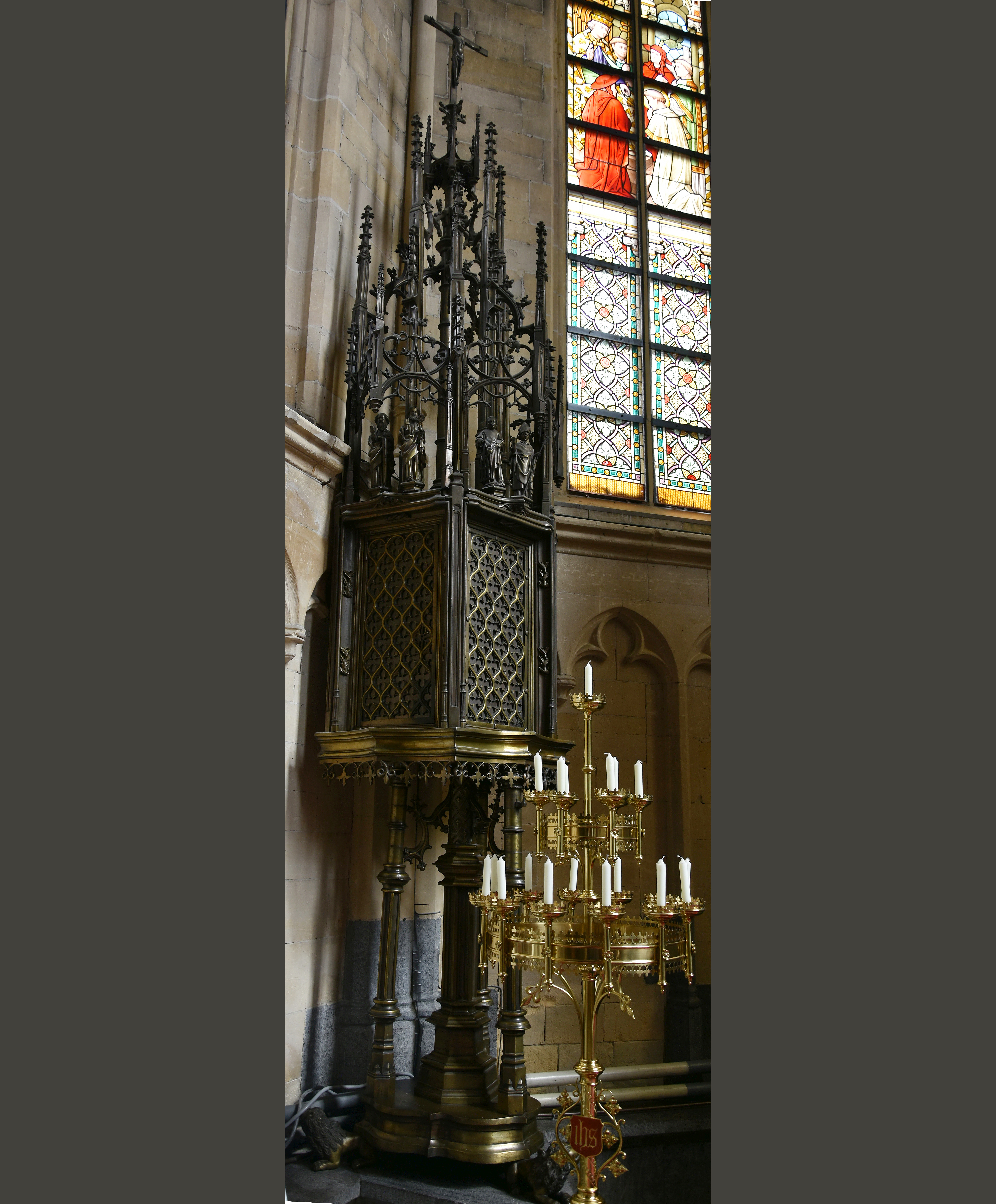
Sacramentstoren, Sint-Laurentiuskerk (Bocholt)
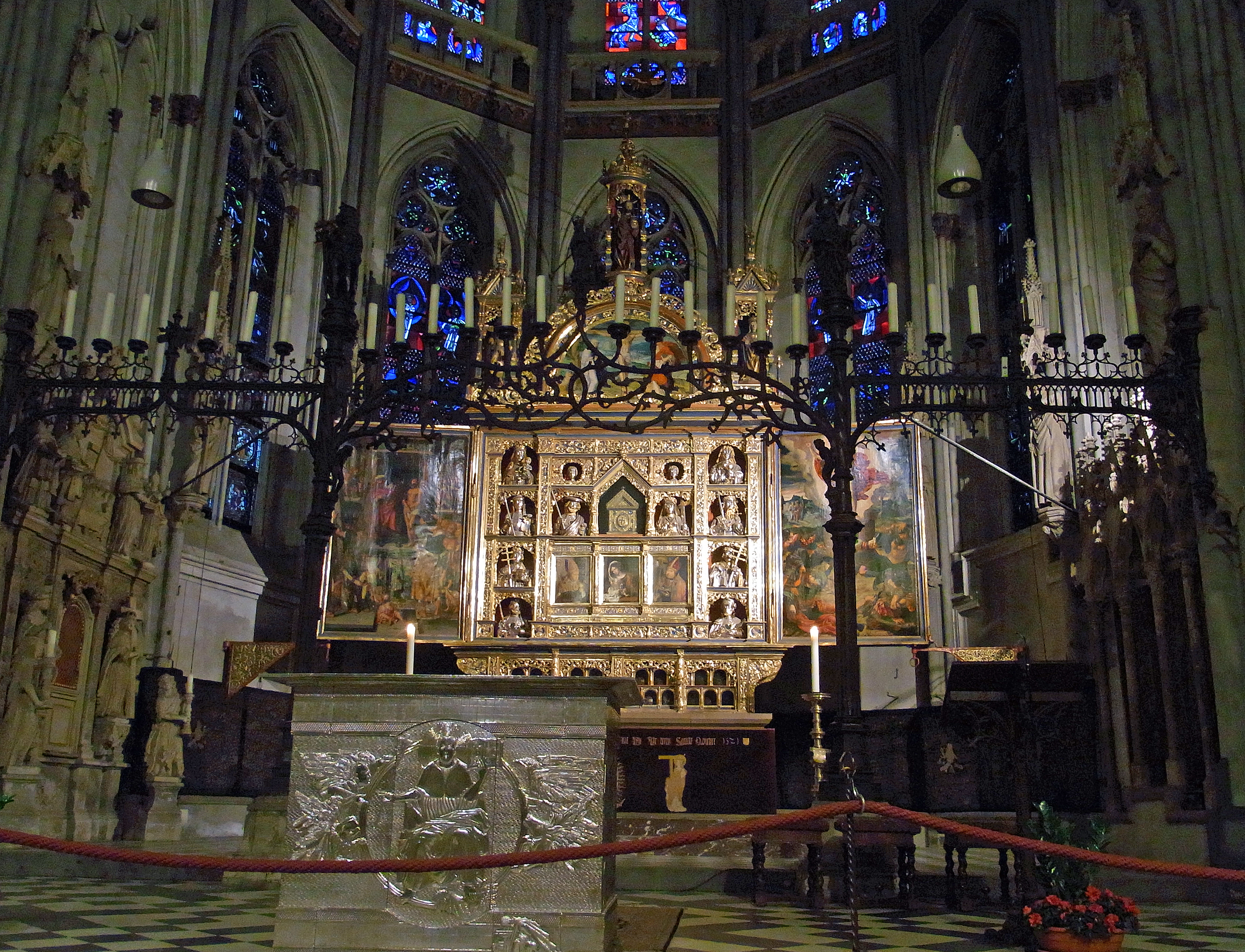
Koorhek met kandelaars, Dom van Xanten
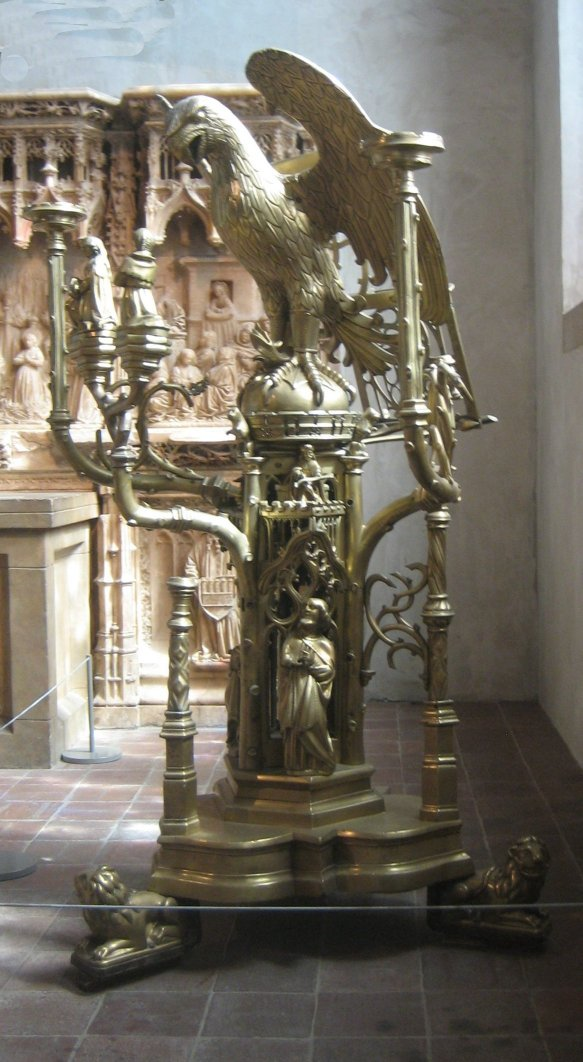
Lezenaar, The Cloisters, New York